# Маркел
Марке́л (варіант написання Маркелл) — християнське чоловіче ім'я. Походить від лат. Marcellus, за походженням — давньоримського когномена, утвореного від особового імені Marcus («Марк», «Марко»). Когномен Marcellus, зокрема, зустрічався у роді Клавдіїв. До української запозичене через грецьке (грец. Μάρκελλος, Μάρκελος) і старослов'янське посередництво (староцерк.-слов. Маркелъ).
Спорідненим з «Маркел» ім'ям є Маркелин (або Марцелін), яке утворене від похідного від Marcellus когномена Marcellinus. У деяких країнах має й жіночу форму Маркелла (італ. Marcella, ісп. Marcela, фр. Marcelle, пол. Marcela та ін.), що походить від лат. Marcella — жіночої форми Marcellus.
Українська народна форма — Маркело.

## Іменини
- За православним календарем (новий стиль): 11 і 27 січня, 9 і 22 лютого, 10 і 14 березня, 7 і 20 червня, 31 липня, 1, 14, 25 і 27 серпня, 12, 15 і 28 листопада, 29 грудня[3][4].
- За католицьким календарем: 16 січня, 19 лютого, 9 квітня, 29 червня, 14 серпня, 4 вересня, 6, 7 і 30 жовтня, 1, 16 і 26 листопада, 2, 29 і 30 грудня[5].

## Відомі носії
Античність
- Маркелл (ІІ ст. до н. е.) — один з мучеників Макавеїв
- Маркелл Танжерський (ІІІ ст.) — ранньохристиянський святий, мученик
- Марцелл (?—366) — військовик часів пізньої Римської імперії, узурпатор
- Маркел Анкірський (?—бл. 374)  — учасник 1 Вселенського Собору, єпископ м. Анкіри.

Новий час, сучасність
- Марцелл II (1501—1555) — папа римський з 9 квітня по 1 травня 1555.
- Марчелло Мальпігі (1628—1694) — італійський анатом і лікар
- Маркелл (Попель) (у миру Маркелл Онуфрійович Попель; 1825—1903) — греко-католицький священик, москвофіл
- Марсель Пруст (1871—1922) — французький письменник
- Марчелло Мастроянні (1924—1996) — італійський актор
- Марцель Гоч (нар. 1983) — німецький хокеїст
- Марцель Шмельцер (нар. 1988) — німецький футболіст
- Марцель Мюллер (нар. 1988) — німецький хокеїст